# Kap Bage
Das Kap Bage ist ein markantes Kap zwischen der Murphy Bay und der Ainsworth Bay an der ostantarktischen Georg-V.-Küste.
Entdeckt wurde es bei der Australasiatischen Antarktisexpedition (1911–1914) unter der Leitung des australischen Polarforschers Douglas Mawson. Mawson benannte die Bucht nach Edward Frederick Robert Bage (1888–1915), Astronom, Magnetologe und Gezeitenforscher bei dieser Expedition.